# NGC 6801
NGC 6801 је спирална галаксија у сазвежђу Лабуд која се налази на NGC листи објеката дубоког неба.
Деклинација објекта је + 54° 22' 21" а ректасцензија 19h 27m 35,9s. Привидна величина (магнитуда) објекта NGC 6801 износи 13,9 а фотографска магнитуда 14,6. NGC 6801 је још познат и под ознакама UGC 11443, MCG 9-32-5, CGCG 281-3, IRAS 19264+5416, PGC 63229.